# Камено (Чорногорія)
Камено (серб. Камено/Kameno) — село (поселення) в Чорногорії, підпорядковане общині Херцеґ Нові. Християнське  поселення з населенням 146  мешканців.

## Населення
Динаміка чисельності населення (станом на 2003 рік):
- 1948 → 319
- 1953 → 298
- 1961 → 296
- 1971 → 259
- 1981 → 229
- 1991 → 156
- 2003 → 146

Національний склад села (станом на 2003 рік):